# 利帕區

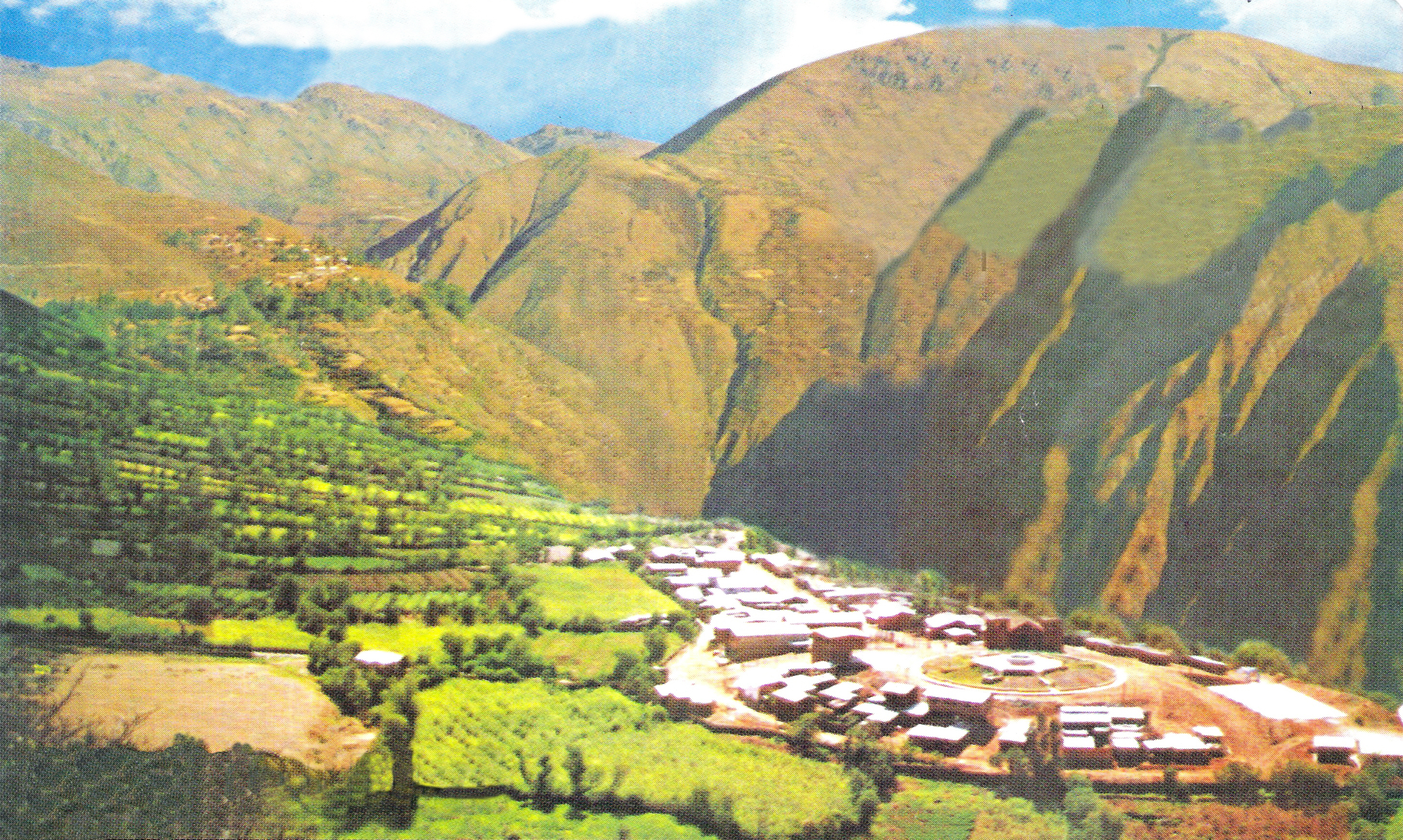

利帕區（西班牙語：Distrito de Llipa），是秘魯的一個區，位於該國北部安卡什大區的奧克羅斯省，始建於1957年11月15日，面積82.10平方公里，海拔高度3,020米，2005年人口204，人口密度為每平方公里2.5人。